# Smaragdvaraan
De smaragdvaraan (Varanus prasinus) is een hagedis uit de familie varanen (Varanidae).

## Naam en indeling
Een andere benaming is (groene) boomvaraan. De soort werd voor het eerst wetenschappelijk beschreven door Hermann Schlegel in 1839. Oorspronkelijk werd de naam Monitor viridis gebruikt. De varaan wordt door een aantal biologen tot het ondergeslacht Euprepiosaurus gerekend.
Op het eiland Moa, dat tot Australië behoort, wordt de hagedis wel 'wyniss' genoemd.

## Uiterlijke kenmerken
De lichaamslengte bedraagt maximaal 75 centimeter inclusief de staart. De staart is duidelijk veel langer dan het lichaam.
De soort is makkelijk van andere varanen te onderscheiden doordat de kleur meestal geheel groen is terwijl vrijwel alle andere varanen een bruine tot grijze kleur hebben. Zelden komen ook geheel zwarte exemplaren voor, dit verschijnsel wordt wel melanisme genoemd. Het lichaam is slank lenig wat komt door de boombewonende levenswijze
De smaragdvaraan heeft een lichtgroene keelflap aan de keel, op de rug en nek zijn donkere en meestal dunne, gepaarde dwarsbanden aanwezig. Zoals alle varanen heeft ook deze soort een lange nek en staart, de smaragdvaraan is als een van de weinige varanen in staat om de staart op te rollen en de staart dient als extra grijporgaan om zich beter tussen de takken te bewegen.

## Leefwijze
Het voedsel bestaat voornamelijk uit geleedpotigen zoals insecten maar ook gewervelde dieren worden gegeten zoals kikkers, kleine zoogdieren en vogels, en hagedissen zoals gekko's. Daarnaast worden ook eieren van verschillende dieren opgespoord en buitgemaakt.
Bij bedreiging klimt de varaan in de hogere begroeiing van de bomen tot in de kruin. Bij directe bedreiging, zoals wanneer het dier in het nauw wordt gedreven, bijt de hagedis fel van zich af. De smaragdvaraan leeft in kleine groepjes, die bestaan uit een dominant mannetje, meerdere vrouwtjes, ondergeschikte mannetjes en jonge dieren.
De vrouwtjes zetten eieren af; een legsel bestaat meestal uit maximaal 6 eieren, die worden afgezet in nesten van boombewonende termieten of in bladstrooisel.

## Verspreiding en habitat

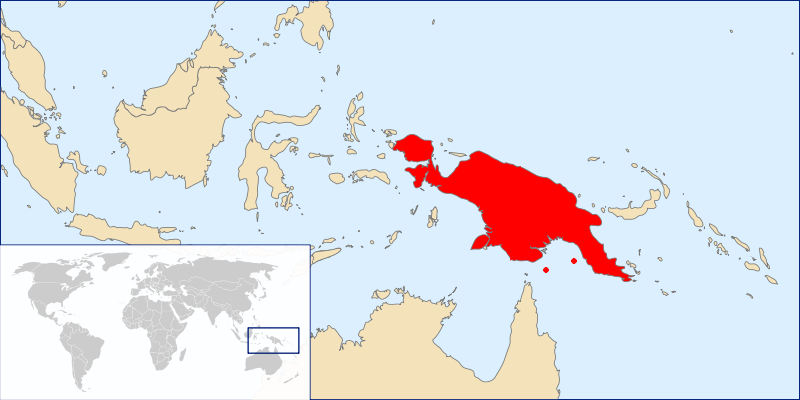
Verspreidingsgebied in het rood.

De varaan komt voor in delen van zuidoostelijk Azië en Australië leeft op de eilanden rond Nieuw-Guinea en de Australische staat Queensland.
De habitat bestaat uit vochtige tropische, subtropische bossen en regenwouden, ook in palmbossen, mangroven en rond lagunen wordt de varaan aangetroffen. Er is een hoge tolerantie voor gebieden die door de mens zijn aangepast, zoals cacaoplantages.
Het is een van de weinige soorten varanen die vrijwel uitsluitend in bomen leeft; de varaan komt echter niet in de boomtoppen, maar blijft hooguit enkele meters boven de grond. Voornamelijk lagere bomen met een dichte begroeiing en veel takken hebben de voorkeur. De smaragdvaraan wordt soms aangeboden in de dierenhandel, de hagedis heeft een zeer ruime behuizing nodig.

## Beschermingsstatus
Door de internationale natuurbeschermingsorganisatie IUCN is de beschermingsstatus 'veilig' toegewezen (Least Concern of LC).